# 2 v.Chr.

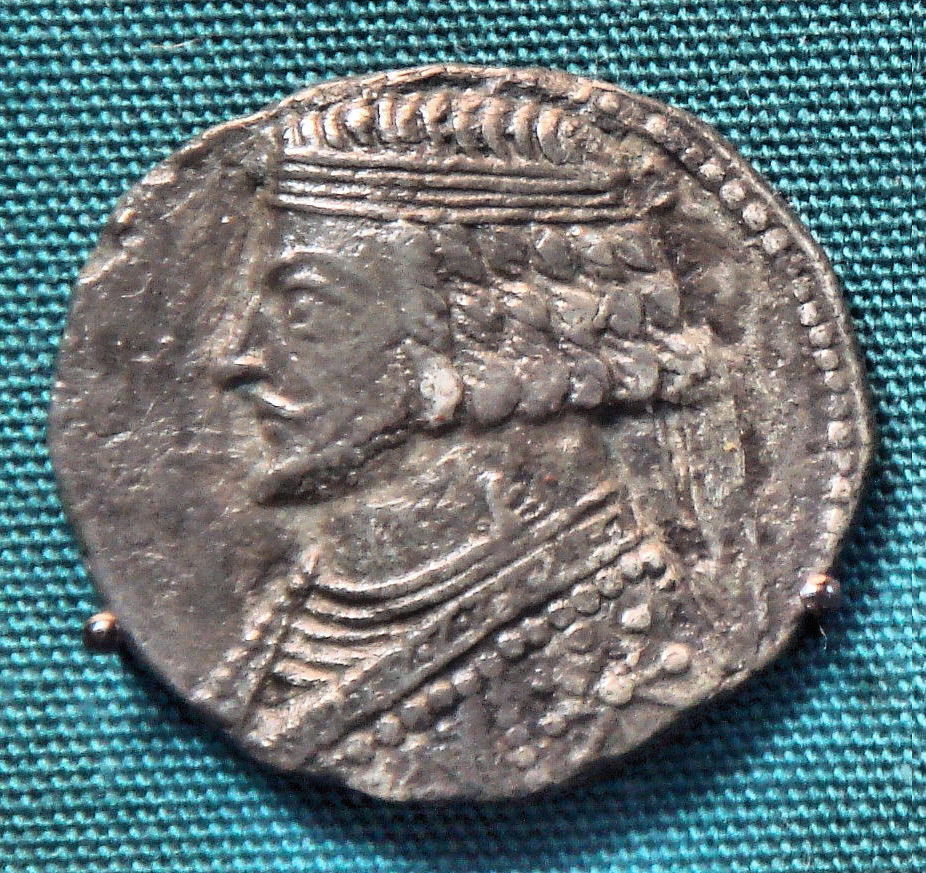
Phraates IV van Parthië

Het jaar 2 v.Chr. is een jaartal in de 1e eeuw v.Chr. volgens de christelijke jaartelling.

## Gebeurtenissen

### Italië
- In Rome krijgt keizer Augustus van de Senaat de eretitel: Pater Patriae ("Vader van het Vaderland").
- Augustus laat de Aqua Alsietina bouwen, het aquaduct loopt over een afstand van ca. 33 kilometer naar Rome en heeft een capaciteit van 15.680 m³ liter per dag. Het water is echter niet drinkbaar en wordt gebruikt om de naumachie in Trans Tiberim (huidige Trastevere) te vullen.
- Julia Caesaris, de dochter van Augustus, wordt beschuldigd van overspel en verbannen voor vijf jaar naar het eiland Pandateria.

### Parthië
- De 18-jarige Phraates V (2 v.Chr. - 4) regeert samen met zijn moeder Musa over het Parthische Rijk.

## Overleden
- Phraates IV, koning van de Parthië